# Spekulation (Wirtschaft)

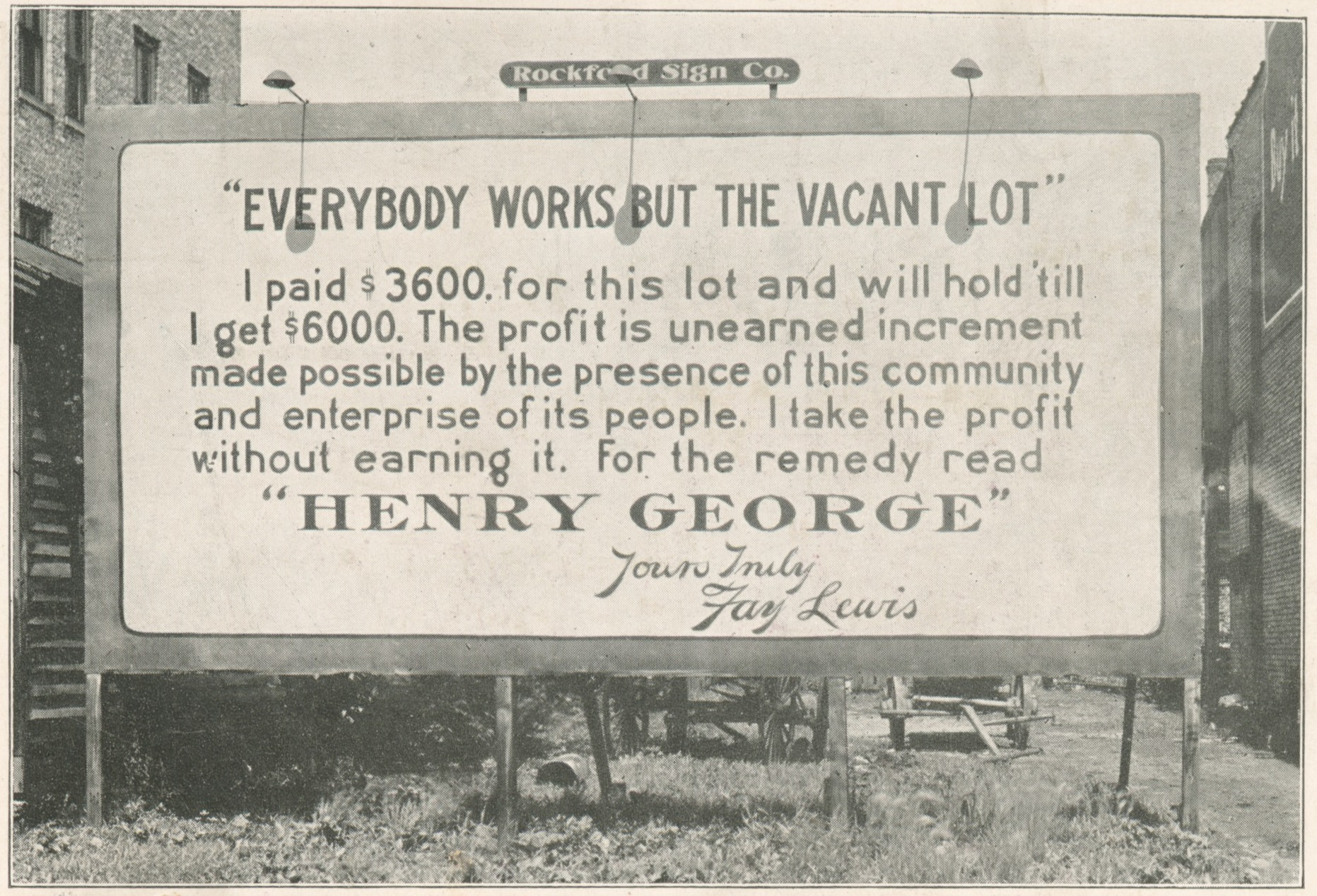
Plakatwand von 1914, die Spekulationen an Land kritisiert. Hiermit wird Henry George zitiert.

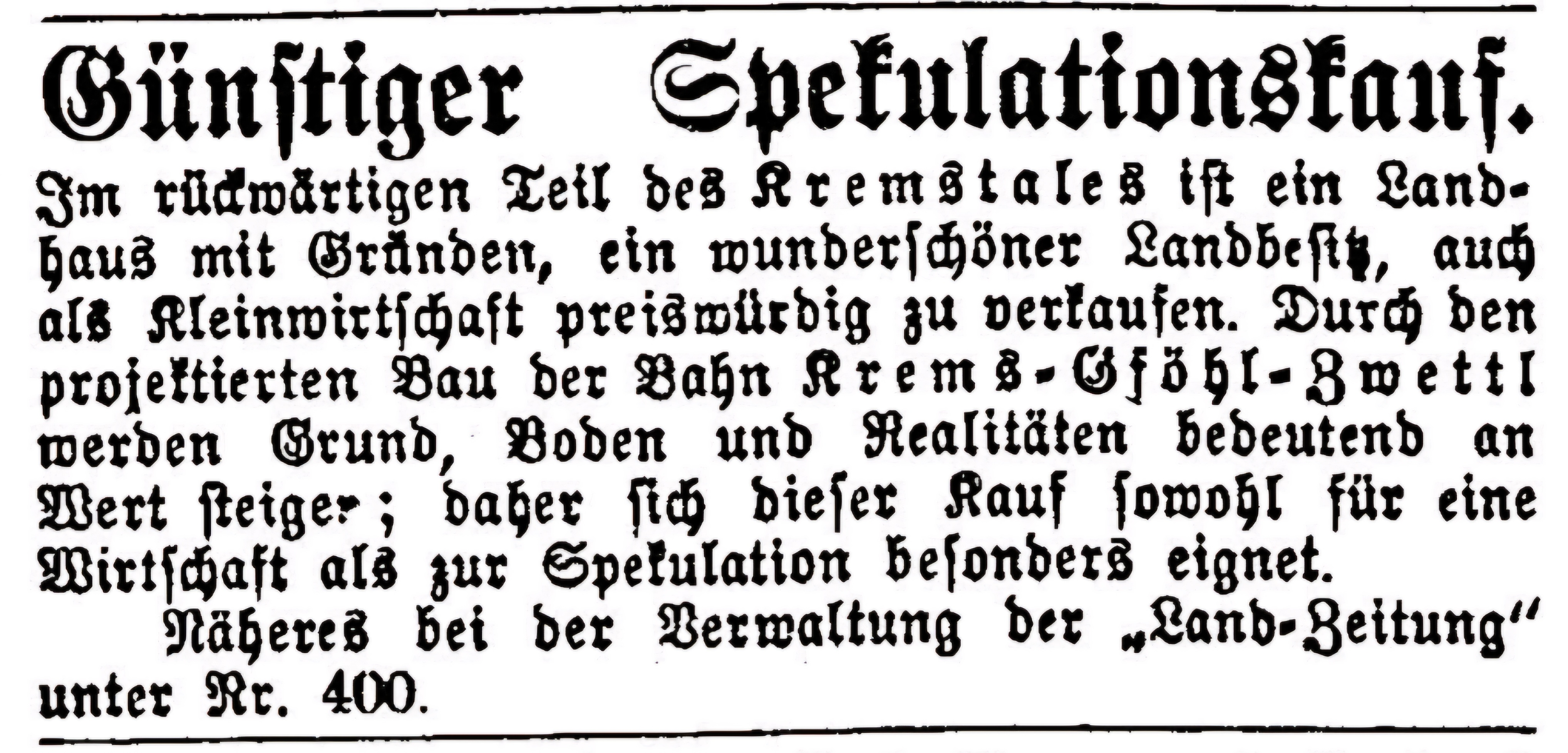
Einladung zum Spekulationskauf, Inserat in der Österreichischen Land-Zeitung 30.1.1904

Spekulation (lateinisch speculor, „beobachten, spähen, auskundschaften“) ist in der Wirtschaft die mit einem Risiko behaftete Ausnutzung von Kurs-, Zins- oder Preisunterschieden innerhalb eines bestimmten Zeitraums zum Zwecke der Gewinnmitnahme. Gegensatz ist die Arbitrage, die diese Unterschiede an einem bestimmten Zeitpunkt ausnutzt und deshalb risikolos ist.

## Allgemeines
Der Begriff Spekulation wird im Gegensatz zum alltäglichen Sprachverständnis in der Wirtschaftswissenschaft wertneutral verwendet. Die Spekulation gehört neben Arbitrage und Hedging zu den Strategien im Finanzmanagement. Spekulation ist das Halten einer offenen Bestandsposition (Long und Short) an Spekulationsobjekten innerhalb eines bestimmten Zeitraumes bis zur Glattstellung (Verkauf oder Kauf). Zu den Spekulationsobjekten gehören Finanzinstrumente (Immobilien, Forderungen, Verbindlichkeiten, Wertpapiere, Devisen, Sorten, Edelmetalle, Derivate), Handelswaren oder Kunstwerke. Ausschließliches Ziel dieser Bestandhaltung ist die Gewinnerzielung. Der Gewinn einer erfolgreichen Spekulation ist nicht nur als Risikoprämie zu verstehen, sondern auch als Entgelt für die Erhöhung der operativen und informativen Markteffizienz. Da die Entwicklung der Kurse, Zinsen oder Preise in diesem Zeitraum zum Zeitpunkt des Geschäftsbeginns mit Ungewissheit behaftet ist (Marktrisiko), handelt es sich bei der Spekulation um risikobehaftete Transaktionen. Der Spekulant trifft mithin eine Entscheidung unter Ungewissheit.
Um Spekulation handelt es sich bereits, wenn eine offene Bestandsposition gehalten und – aus reinem Gewinninteresse – nicht sofort glattgestellt wird. Wegen der Asymmetrie der Geschäfte – Käufer und Verkäufer sind beim Eröffnen und Schließen derselben Position im Regelfall nicht identisch – gibt es theoretisch nicht immer nur einen Gewinner und einen Verlierer. Unterschiedliche Zeithorizonte (Haltedauern), Richtungsentscheidungen (long/short), Strategien (Arbitrage, Hedge oder Spekulation) machen die Marktteilnehmer und deren Erfolg oder Misserfolg unübersichtlich.

## Arten
Im Regelfall kaufen Spekulanten ein bestimmtes Spekulationsobjekt und verkaufen es zu einem späteren Zeitpunkt. Sie spekulieren während des Spekulationszeitraums auf eine Preissteigerung des Objektes (Bullen- und Bärenmarkt). Ein Spekulant kann jedoch auch von einer Preissenkung profitieren. Dazu muss er die Spekulationsart des Leerverkaufs wählen, wobei er ein Spekulationsobjekt zunächst zu einem hohen Preis verkauft – obwohl er es noch gar nicht besitzt –, um es zu einem späteren Zeitpunkt zu einem gesunkenen Preis zu erwerben. Bei der Spekulation mittels Leerverkäufen identifizieren Marktteilnehmer überbewertete Spekulationsobjekte und vertrauen darauf, dass bis zum Abschluss des Deckungsgeschäfts der geringere Fundamentalwert des Objekts zu einem Kursrückgang führt.

## Geschichte
Die Spekulation ist so alt wie der Warenhandel. Mit Finanzprodukten spekulierte man seit der Aufnahme des Aktienhandels an der alten Amsterdamer Börse im Jahre 1530, der Handel mit Staatsanleihen erhielt dort 1672 bereits spekulativen Charakter. 1720 handelte man auch in England und Frankreich spekulativ mit Staatspapieren.
Bereits Adam Smith stellte im März 1776 in seinem Buch Der Wohlstand der Nationen die stabilisierenden Effekte der Spekulation heraus. Auch John Stuart Mill (1848) und Alfred Marshall (1919) betonten den stabilisierenden Charakter der Spekulation. Mill und Marshall gingen beide davon aus, dass Spekulanten aus Eigeninteresse besser informiert seien als die übrigen Marktteilnehmer und deshalb in der Lage wären, künftige Preisentwicklungen zu antizipieren. Dadurch verbesserten Spekulanten die intertemporale Allokation, da sie in Zeiten des Angebotsüberhangs Produkte aufkaufen und in Zeiten relativer Knappheit verkaufen und deshalb preisausgleichend wirken. Mill hielt die Spekulation von Händlern für die Allgemeinheit nützlich, wenn sie Gewinn abwerfe. Für Alfred Marshall ist die Spekulation konstruktiv. John Maynard Keynes hingegen schreibt in seiner berühmten Allgemeinen Theorie der Beschäftigung, des Zinses und des Geldes vom Februar 1936 der Spekulation destabilisierende Wirkung auf den Märkten zu. Keynes unterschied zwischen den professionellen Spekulanten mit einem superioren Wissen und den „kleinen“ Spekulanten. Als „Spekulation dritten Grades“ charakterisierte Keynes die Absicht der institutionellen Marktteilnehmer, die Reaktion der nicht informierten Marktteilnehmer zu antizipieren. Im Aktienmarkt sah Keynes prinzipiell einen rein spekulativen Markt.
Die Unterscheidung der Marktteilnehmer nach Spekulanten und Nicht-Spekulanten und die damit einhergehende klassische Definition der Spekulation geht auf Nicholas Kaldor zurück, der 1939 darauf hinwies, dass ein Spekulant niemals an der Realisation eines Gewinns durch Nutzung, Transformation oder Transfer des Spekulationsobjektes interessiert ist. Für ihn lag Spekulation vor, „wenn Güter, Devisen oder andere Objekte in der Absicht gekauft (verkauft) werden, sie zu einem späteren Zeitpunkt wieder zu verkaufen (kaufen) und die Transaktion nur vorgenommen wird, weil man eine Preisänderung erwartet und nicht, weil man aus dem Besitz der Objekte einen Nutzen ziehen, sie bearbeiten oder damit Handel treiben will“. Milton Friedman kehrte 1953 wieder zurück zur stabilisierenden Wirkung der Spekulation. Profitable Spekulation erhöht nach Friedman die niedrigen Preise, senkt die hohen Preise und nivelliert damit Preisschwankungen. Friedman folgerte hieraus, dass die Spekulation nicht die Ursache von Finanzkrisen sei, sondern exogene Einflüsse wie Naturkatastrophen, Kriege oder eine falsche Politik. Theoretische Untersuchungen ergaben, dass an fast allen börsenähnlich organisierten Märkten profitable Spekulation möglich ist, die die Preisschwankungen vergrößert.
In ruhigen Marktphasen agieren überwiegend nichtspekulative Teilnehmer, die ein an den Fundamentaldaten orientiertes Kursniveau generieren mit der Folge gleichgewichtiger Kurse. Bestimmen die Spekulanten den Marktpreis weitgehend alleine, kann der Marktpreis „überschießen“ (overshooting) und somit destabilisierend wirken und Spekulationsblasen („Bubbles“) entwickeln. Eine Spekulationsblase führt dazu, dass Kurse/Preise sich von ihrem fundamental-effizienten Gleichgewichtskurs entfernen, um nach dem Platzen der Blase wieder auf den Ausgangswert zurückzukehren. Der aggregierten Spekulation sprach William J. Baumol trendverstärkende Effekte zu, so dass sie destabilisierend wirke. Baumol versuchte hierin 1957, Friedman zu widerlegen, indem er spekulativen Käufen oder Verkäufen prozyklische (trendverstärkende) Wirkungen attestierte.

## Ökonomische Funktionen
Die Spekulation erfüllt einige sinnvolle Funktionen, wobei zwischen volkswirtschaftlichen und betriebswirtschaftlichen Funktionen zu unterscheiden ist.

### Volkswirtschaftslehre

#### Preisausgleichsfunktion
Spekulation führt zu einer Stabilisierung des Preisniveaus. Marktteilnehmer kaufen ein Spekulationsobjekt zum niedrigen Preis. Denn sie erwarten steigende Preise. Steigen die Preise tatsächlich, verkaufen Spekulanten und senken dadurch den Preis. Dadurch konvergiert das Preisniveau zum Gleichgewichtspreis.
Die klassischen und modernen Spekulationstheorien sind insbesondere vom Streit über diese preisstabilisierende Wirkung der Spekulation beherrscht. Die modernen Theorien stellen seit 1963 auf die Informationseffizienz der Märkte als Stabilisierungskriterium ab. Die klassische Spekulationstheorie löst das Problem der Preiserwartungen dadurch, dass sie alle Spekulanten mit einer vollkommenen Voraussicht hinsichtlich der nichtspekulativen Preisentwicklung ausstattet. Die Spekulation gilt jedenfalls dann als preisstabilisierend, wenn die Höhe der Preisausschläge – gemessen an der Frequenz der Preisschwankungen – verringert wird.
Im Rahmen der (intertemporalen) Ressourcenallokation werden Finanzmittel durch Spekulanten ausschließlich zum Zwecke der Spekulation eingesetzt. Sie entscheiden sich dann gegen andere Verwendungen wie Sparen, Konsum oder Investition. Der Spekulationsgewinn soll jedoch nicht (allein) durch die Verwertung eines Spekulationsobjekts im Sinne einer Veränderung der Ressourcenallokation erzielt werden, sondern vor allem durch die Ausnutzung des Ungewissheitselements. Erst Spekulanten ermöglichen den Transfer von Risiko an andere Marktteilnehmer, so dass die Spekulation die optimale Allokation von Risiko auf den Märkten fördert.

#### Versicherungsfunktion
Die Versicherungsfunktion (Risikominderung) der Spekulation wurde von Keynes und John R. Hicks erkannt. Die Geschäftspartner der Spekulanten engagierten sich ausschließlich zu Zwecken der Risikominderung, während die Spekulanten in der Funktion der Risikoträger auftreten. Sie ist damit erklärbar, dass die Spekulanten das Preisänderungsrisiko ihrer Spekulation als Risikoträger übernehmen und es ihren Geschäftspartnern abnehmen. Hersteller, Verarbeiter und Abnehmer von Waren und Rohstoffen benötigen die Entlastung von spekulativen Risiken, wofür als Marktgegenseite beinahe ausschließlich die Spekulation zur Verfügung steht. Bei der Versicherungsfunktion ermöglichen mithin spekulative Marktteilnehmer anderen Akteuren, dass letztere durch Hedging die Risiken verringern können, die sie aufgrund ihrer Tätigkeit tragen müssten. Ohne risikofreudige Spekulanten würde ein Teil der risikoaversen Marktteilnehmer seine Risiken selbst tragen müssen.

#### Liquiditäts- und Effizienzfunktion
Ohne die Sicherheit, Spekulationsobjekte jederzeit kaufen und verkaufen zu können, sind diese Objekte für Spekulanten selbst bei hohen Preisschwankungen ungeeignet (Liquiditätsfunktion). Deshalb erschwert die fehlende Liquidität beispielsweise eine Boden- und Immobilienspekulation. Verkaufswillige Spekulanten müssen deshalb auf einen liquiden Markt treffen, der genügend Käufer aufweist und umgekehrt. Die Marktliquidität sorgt für eine hohe Transaktionsgeschwindigkeit, die für Spekulanten essentiell ist. Die Spekulation erhöht (zumindest in Phasen geringer Kursschwankungen) die Marktliquidität. Eine weitere Funktion der Spekulation ist ein Beitrag zur Preiserkennung.
Die Spekulation besitzt keine Versorgungsfunktion, weil durch Kauf Vermögenswerte erworben werden, die nur zu Spekulationszwecken gehalten werden und nicht ihrem eigentlichen Zweck dienen sollen. Der Spekulant ist am Spekulationsobjekt nicht interessiert, sondern ausschließlich an der erwarteten Gewinnmitnahme.

### Betriebswirtschaftslehre
Unternehmen setzen im Rahmen der betrieblichen Ressourcenallokation die Ressourcen Finanzmittel oder Sachmittel ein, um einen Preis- oder Kursgewinn zu erzielen. Unter dem – aus der Mikroökonomie stammenden – Begriff der Ressourcenallokation versteht die Betriebswirtschaftslehre die Zuteilung von Ressourcen (Arbeitskräfte, Finanzmittel, Sachmittel) auf Projekte. Diese Ressourcen werden im Rahmen der Ressourcenallokation zielgerichtet eingesetzt. Das Halten von Lagerbeständen (Roh-, Hilfs- und Betriebsstoffen) und Fertigerzeugnissen beinhaltet zwar spekulative Elemente (offene Bestandsposition), doch werden diese durch den eigentlichen Betriebszweck – Produktion zwecks Verkauf – überlagert. Hauptziel der Unternehmen ist die Gewinnmaximierung aus dem Produktionsprozess heraus, so dass das Halten von Beständen ausschließlich dem Produktionszweck dient und keinen spekulativen Charakter aufweist. Spekulation liegt bei Nichtbanken allerdings vor, wenn sie andere offene Positionen des Umlaufvermögens (Wertpapiere, Devisen) oder Verbindlichkeiten (Fremdwährungskredite) nicht durch Kurssicherung absichern. Spekulativen Charakter tragen mittel- und langfristige Bankguthaben/Bankkredite, die mit variablen Zinsen ausgestattet sind und deshalb ein Zinsänderungsrisiko tragen. In diesen Fällen spekulieren Unternehmen zum Zwecke der Gewinnmaximierung. Dabei ist der Spekulationsgewinn um die Kosten der Spekulation (Transaktionskosten) und die Kosten für das Halten des Objektes wie Lager-, Finanzierungskosten und Versicherungsprämien (sog. Cost of carry) zu bereinigen. Die Spekulation kann volkswirtschaftlichen Schaden anrichten, wenn sich Unternehmen in die Spekulation „hineinziehen lassen“.
Bei Kreditinstituten wird Spekulation im Rahmen des Eigenhandels betrieben. Der Eigenhandel wird im eigenen Namen und für eigene Rechnung (nicht für Bankkunden) zwecks Erzielung kurzfristiger Handelsgewinne betrieben und erfüllt damit die Definition der Spekulation. Auch bestimmte Verhaltensweisen bei der Refinanzierung (das Eingehen eines Zinsänderungsrisikos bei Inkongruenzen) haben spekulativen Charakter, sie gehören zum Transformationsbeitrag. Eine Form der Spekulation ist das Trading am Financial Future-Markt.

## Negative Effekte der Spekulation
Das Marktverhalten der Spekulation beruht auf Erwartungen, die eintreffen oder enttäuscht werden können. Enttäuschte Spekulation führt zur Destabilisierung der Märkte. Herrscht auf einem Markt ein hinreichend hoher Grad an homogenen Erwartungen, neigen Marktteilnehmer zu Herdenverhalten und positivem Feedback-Trading, was bestehende Markttrends verstärkt und die Volatilität der Marktpreise erhöht.

### Spekulationsblase
Weitet sich nun die Spekulation durch optimistische Erwartungen hinsichtlich der Trendfortsetzung zunehmend aus, Spekulanten nehmen sogar Bankkredite für zusätzliche Spekulation auf und es kommt zu Kapazitätserweiterungen, können die Fundamentalwerte der Realwirtschaft nicht länger mit den ihnen zugeschriebenen Kursen/Preisen mithalten; letztlich entsteht eine Spekulationsblase. Diesen Zustand beschrieb bereits Adam Smith 1811 mit „overtrading“ (Überspekulation). Durch die Spekulation entfernt sich die Börse zunehmend von den zugrundeliegenden Fundamentalwerten; der Anstieg der Vermögenswerte, der Löhne und der Beschäftigung führen zu höherem Konsum. Es steigen jedoch nicht nur die Preise der Spekulationsobjekte, sondern wegen der Kreditaufnahme auch das Zinsniveau. Zu einer Spekulationsblase kommt es, wenn Börsenkurse deutlich von ihren fundamentalen Werten abweichen und diese Abweichung auch dann nicht verschwindet, wenn die Anleger wissen, dass der Kurs über dem fundamentalen Wert liegt.

### Trendverstärkung
Nach Meinung von Kritikern kann Spekulation dazu beitragen, dass sich Markttrends verstärken und Spekulationsblasen entstehen. Spekulanten werden für Währungskrisen und Wirtschaftskrisen wie die Argentinien-Krise oder die Asienkrise verantwortlich gemacht. Einige Wirtschaftswissenschaftler (z. B. Globalisierungskritiker, siehe auch Freiwirtschaft) vertreten daher die Auffassung, Spekulation solle erschwert oder gar verboten werden. Die Einführung von Finanztransaktionssteuern, speziell einer Tobin-Steuer, wird von den Befürwortern mit der erhofften Eindämmung der Spekulation begründet. Nach herrschender Auffassung in den Wirtschaftswissenschaften reduzieren die damit verbundenen höheren Transaktionskosten jedoch die Arbitrage und damit die Effizienz der Märkte, womit Spekulation sogar erleichtert würde. Die empirischen Forschungsergebnisse zeigen einen eindeutigen positiven Zusammenhang zwischen Transaktionskosten und der Volatilität (Instabilität) des Marktpreises.

### Finanzkrise
Während die Spekulationsblase ausnahmslos auf vorangegangene Spekulation zurückzuführen ist, können Finanzkrisen auch andere Ursachen haben. Spekulationen können Finanzkrisen aber verursachen oder verschärfen. Bei einer preisdestabilisierenden Spekulation mit einem gesamtwirtschaftlich negativen Nettowohlfahrtseffekt besteht die Gefahr einer Finanzkrise. Dazu ist erforderlich, dass sich die – auf einen Markt konzentrierte – Spekulation auf die Gesamtwirtschaft ausbreitet oder die Verhältnisse auf dem Spekulationsmarkt die übrige Volkswirtschaft anstecken. Hohe Kreditzinsen als Folge einer Spekulationsblase wirken sich auf die Inflation aus und führen zu einem Preisverfall von Vermögenswerten. Die Folge sind Verluste, die Unternehmen in die Unternehmenskrise führen können – dem wichtigsten Indikator einer Finanzkrise.

## Spekulanten als Marktteilnehmer
Marktteilnehmer, die Arbitrage/Spekulation/Trading durchführen, werden mit dem Nomen Agentis Arbitrageur/Spekulant/Trader bezeichnet. Die verschiedenen Anlage- und Handelsstrategien können den Marktteilnehmern wie folgt zugeordnet werden:
| Marktteilnehmer                 | Strategie                                                           | Planungshorizont                        | Strategiemittel               |
| ------------------------------- | ------------------------------------------------------------------- | --------------------------------------- | ----------------------------- |
| Privatanleger                   | Anlagestrategie: Vermögenserhöhung, Altersvorsorge                  | kurzfristig / mittelfristig langfristig | buy and hold                  |
| institutioneller Anleger        | Anlagestrategie: Vermögenserhöhung Handelsstrategie: Gewinnmitnahme | mittelfristig / langfristig             | buy and hold Timing-Strategie |
| Arbitrageure/Spekulanten/Trader | Handelsstrategie: Gewinnmitnahme                                    | kurzfristig mittelfristig               | Timing-Strategie              |

Schwerpunkt bei Privatanlegern ist die mittel- und langfristige Kapitalanlage, Schwerpunkt bei Arbitrageuren/Spekulanten/Tradern ist die kurzfristige (Extremfall tägliche beim Daytrading) Gewinnmitnahme. Ausnahmsweise können Privatanleger auch kurzfristige Finanzprodukte wie Termingelder als Anlageobjekt wählen, Spekulanten auch mittelfristige wie bei der Spekulation auf dem Immobilienmarkt. Privatanleger sind an den Marktdaten der Anlageobjekte interessiert (insbesondere Anlageklasse, Börsenkurs, Emittent, Fälligkeit, Laufzeit oder Zinssatz), Arbitrageure/Spekulanten/Trader benutzen die Anlageobjekte lediglich als Vehikel für die Gewinnmitnahme und sind am Anlageobjekt nicht interessiert.

## Gewinnerzielung
Ziel einer jeden Spekulation ist der Spekulationsgewinn. Dieser wird vom Spekulanten vereinnahmt, wenn er sein Spekulationsgeschäft glattstellt. Dann entsteht eine positive Differenz zwischen den niedrigeren Anschaffungskosten und dem höheren Verkaufspreis. Dieser Spekulationsgewinn ist nach § 23 Einkommensteuergesetz (EStG) in Deutschland und oft auch international steuerpflichtig, wenn bestimmte Spekulationsobjekte innerhalb eines bestimmten Spekulationszeitraums erworben und veräußert werden. Da jedoch jeder Spekulation eine Ungewissheit anhaftet, kann auch ein Spekulationsverlust entstehen.

## Abgrenzung
Zur Kapitalanlage grenzt sich die Spekulation dadurch ab, dass der Kapitalanleger nicht an Gewinnen aus dem Kauf und Verkauf einer Anlage interessiert ist, sondern ausschließlich die Erträge der Kapitalanlage (Zinsen oder Dividenden) vereinnahmen und sein Vermögen steigern will. Ein Kapitalanleger ist zudem an der Kapitalanlage interessiert und zeichnet sich durch lange Haltedauern („buy and hold“) aus. Der extreme Spekulant hält hingegen Finanzprodukte im Rahmen des Hochfrequenzhandels oder des automatisierten Handels sehr kurzfristig (Sekunden oder Minuten) und erzielt hohe Umsätze (Daytrading). Die zu einem bestimmten Zeitpunkt eingegangenen und gleichzeitig (woanders) glattgestellten Arbitragegeschäfte sind dagegen risikolos, da sämtliche Informationen über Kurse, Zinsen oder Preise bereits zum Zeitpunkt des Geschäftsabschlusses vorliegen und deshalb Entscheidungen unter Sicherheit getroffen werden (Informationsgrad: 100 %).

## Sonstiges
Als „Hot money“ (deutsch „heißes Geld“) werden Gelder bezeichnet, die aus Spekulationsgründen auf den Geld- oder Devisenmärkten kurzfristig aus einem Land in ein anderes verlagert werden. Volkswirtschaftliche Bedeutung erzielen diese Gelder vor allem, wenn sie ebenso kurzfristig abgezogen werden und krisenverstärkend wirken.
Bei Ratingagenturen gibt es für Ratings die Ratingstufe „spekulativ“; die Bonität des Emittenten/Schuldners/Kreditnehmers wird dabei als nicht anlagewürdig eingestuft. Die so eingestuften Spekulationsobjekte (Staaten, Unternehmen, Emissionen wie Aktien oder Schuldverschreibungen) unterliegen einem besonders hohen Finanzrisiko und sind hochgradig ausfallgefährdet.

## Dokumentation
- Boom und Crash – Wie Spekulation ins Chaos führt